# Food Standards Australia New Zealand
Food Standards Australia New Zealand (FSANZ), früher Australia New Zealand Food Authority (ANZFA) ist die für Lebensmittelstandards und Lebensmittelsicherheit in Australien und Neuseeland zuständige Behörde.
Sie wurde 1991 gegründet und entwickelt Standards, die die Verwendung von Inhaltsstoffen, Verarbeitungshilfsmitteln, Farbstoffen, Zusatzstoffen, Vitaminen und Mineralien regeln. Der Food Standards Code umfasst auch die Zusammensetzung einiger Lebensmittel wie Milchprodukte, Fleisch und Getränke sowie Lebensmittel, die mit neuen Technologien wie gentechnisch veränderten Lebensmitteln entwickelt wurden.

## Belege
1. ↑  About FSANZ. Abgerufen am 25. November 2020.